# Cantone di Fumay
Il Cantone di Fumay era una divisione amministrativa dell'arrondissement di Charleville-Mézières.
A seguito della riforma approvata con decreto del 21 febbraio 2014, che ha avuto attuazione dopo le elezioni dipartimentali del 2015, è stato soppresso.

## Composizione
Comprendeva i comuni di:
- Fépin
- Fumay
- Hargnies
- Haybes
- Montigny-sur-Meuse